# Kubatrupial
För fågelarten Ptiloxena atroviolacea, se violtrupial.
Kubatrupial (Icterus melanopsis) är en fågel i familjen trupialer inom ordningen tättingar.

## Utbredning och systematik
Fågeln förekommer enbart på Kuba och Isla de la Juventud. Den behandlas som monotypisk, det vill säga att den inte delas in i några underarter. Tidigare betraktades bahamatrupial, puertoricotrupial, kubatrupial och hispaniolatrupial som en och samma art, I. dominicensis.

## Status och hot
Arten har ett stort utbredningsområde, men tros minska i antal, dock inte tillräckligt kraftigt för att den ska betraktas som hotad. Internationella naturvårdsunionen IUCN listar arten som livskraftig (LC).